# Leptothorax lichtensteini
Leptothorax lichtensteini är en myrart som beskrevs av Jean Bondroit 1918. Leptothorax lichtensteini ingår i släktet smalmyror, och familjen myror. Inga underarter finns listade i Catalogue of Life.